# Гассельрот
Гассельрот (нім. Hasselroth) — сільська громада в Німеччині, знаходиться в землі Гессен. Підпорядковується адміністративному округу Дармштадт. Входить до складу району Майн-Кінціг.
Площа — 18,92 км2. Населення становить 7369 ос. (станом на 31 грудня 2020).